# Suối Cơi
Suối Cơi là một con suối đổ ra Sông Bứa. Suối có chiều dài 23 km và diện tích lưu vực là 94 km². Suối Cơi chảy qua các tỉnh Sơn La, Phú Thọ.